# Mecanisme de rellotgeria

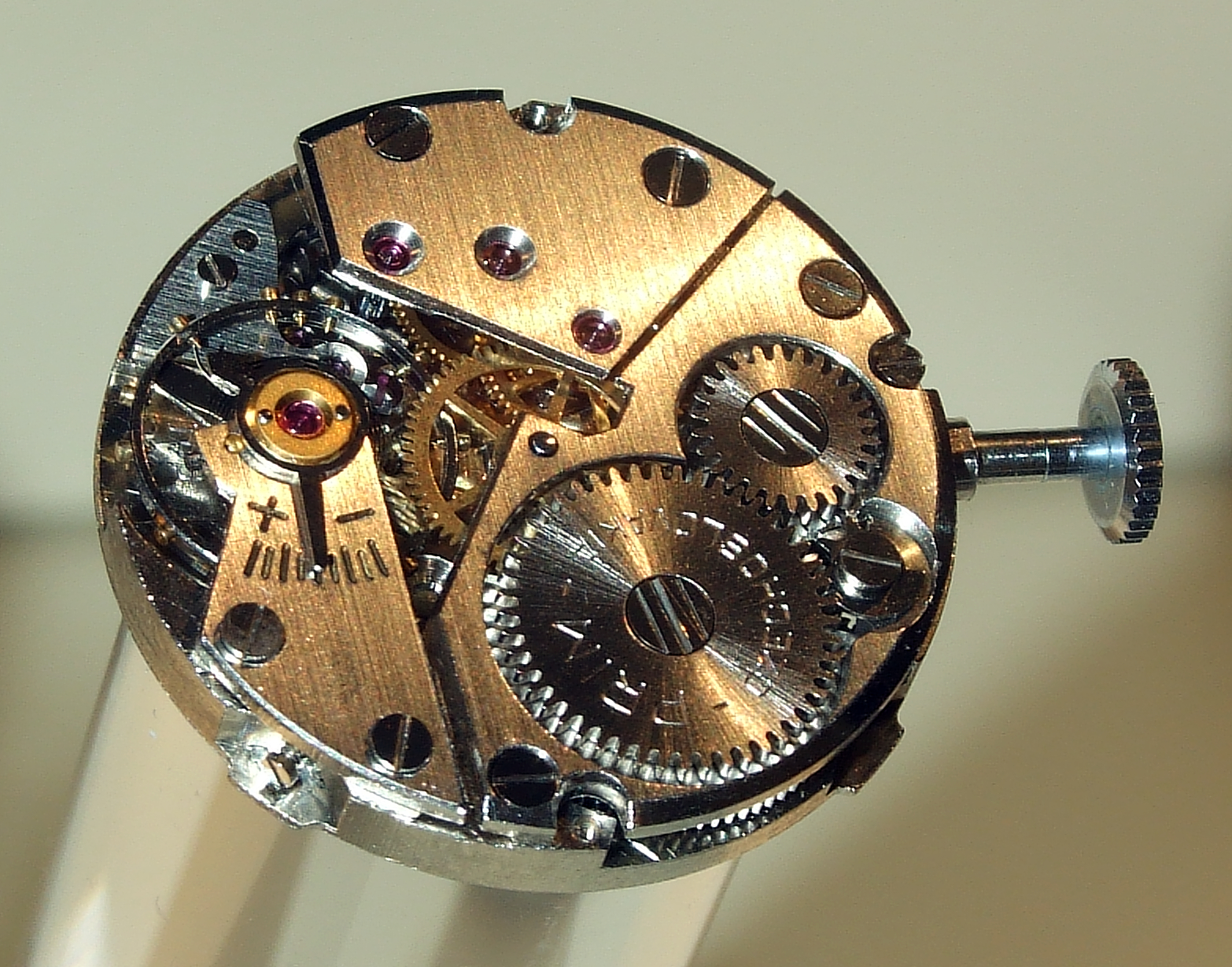
Mecanisme d'un rellotge Prim (marca)

Un mecanisme de rellotgeria es pot referir tant al que porten els rellotges a dintre, per al seu funcionament (que també s'anomena moviment), com als mecanismes d'altres màquines que funcionen de manera similar, i contenen una sèrie més o menys complexa d'engranatges, per a disminuir la velocitat de gir fins a un eix determinat, que pot activar algun altre tipus de mecanisme, o no.
Un mecanisme de rellotgeria sovint funcionen connectats amb algun tipus de motor mecànic que pot consistir en una molla de torsió de cinta metàl·lica enrotllada en espiral i una sèrie d'engranatges. L'energia s'emmagatzema a la molla manualment, enroscant-la, fent girar una clau enganxada a un trinquet que gira estrenyent la molla. Al alliberar el mecanisme, la força de la molla fa girar els engranatges de rellotgeria, fins que s'acaba l'energia emmagatzemada. Els qualificatius de corda i propulsats per ressort es refereixen als dispositius de rellotgeria accionats per una molla, incloent rellotges temporitzadors, temporitzadors de cuina, caixes de música i joguines de corda.

## Història

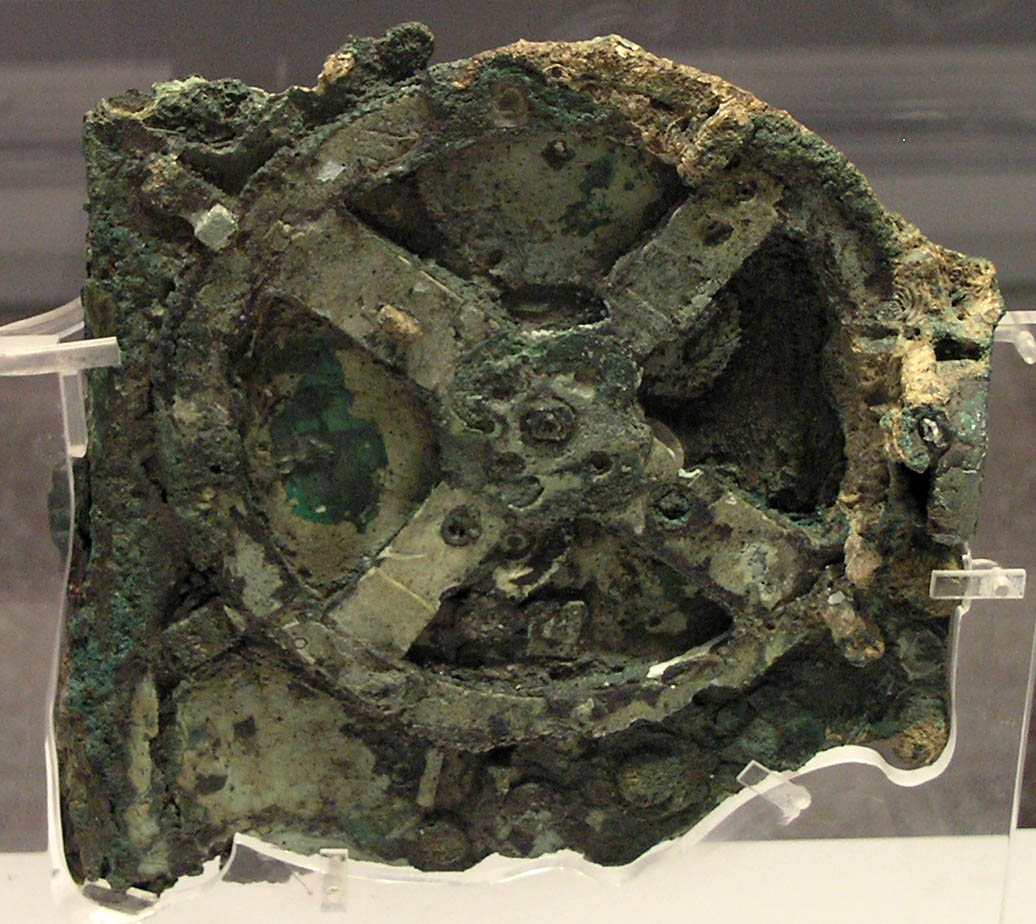
Imatge original del mecanisme d'Anticitera

El primer exemple conegut d'un mecanisme de mecanisme de rellotgeria és el mecanisme d'Antikythera, una computadora analògica del segle i aC, similar a l'astrolabi, per calcular posicions astronòmiques i eclipsis recuperats d'un naufragi grec. Hi ha molts altres comptes de dispositius de rellotgeria a la Grècia antiga, fins i tot en la seva mitologia, i el mecanisme en si és prou sofisticat per indicar una història significativa de dispositius menors que condueixin a la seva creació.
En algun moment, aquest nivell de sofisticació en la tecnologia del rellotge es va perdre o oblidat a Europa, i només va tornar quan el món islàmic va ser després de les Croades, juntament amb altres coneixements que van portar al Renaixement . el mecanisme de rellotgeria finalment va recuperar l'equivalent dels nivells tecnològics pre-romans al segle XIV.
Com en la mitologia grega, hi ha ambicioses afirmacions d'automatització en les llegendes d'altres cultures. Per exemple, en la llegenda jueva, Solomon va usar la seva saviesa per dissenyar un tron amb animals mecànics que el van acomiadar de rei quan l'ascendí; quan s'asseu una àguila col·locaria una corona sobre el cap, i una coloma li portaria un desplaçament de la Torà. També es diu que quan el rei Salomó va pujar al tron, es va posar en marxa un mecanisme. Quan va avançar el primer pas, un bou d'or i un lleó d'or es van allargar un peu per recolzar-lo i ajudar-lo a pujar al següent pas. A cada costat, els animals van ajudar el rei fins que estava assegut còmodament al tron.
A la Xina antiga, es detalla un relat curiós de l'automatització en el text de Lie Zi, escrit al segle iii aC. Dins d'ella es descriu una trobada molt més primerenca entre el rei Mu de Zhou (1023-957 a. C.) i un enginyer mecànic conegut com Yan Shi, un «artificiós». Aquest últim va presentar amb orgull el rei amb una figura de grandària vital, humana de la seva obra mecànica (ortografia de Wade-Giles):
| «          | El rei va mirar la figura amb sorpresa. Caminava amb ràpids moviments, movent el cap cap amunt i cap avall, de manera que tothom ho hagués pres per un ésser humà en directe. L'artífex va tocar la barbeta, i va començar a cantar perfectament en sintonia. Va tocar la mà i va començar a posicionar-se, mantenint el temps perfecte ... A mesura que el rendiment s'acabava, el robot va fer-li un cop d'ull i va fer avanços a les dames que hi assistien, amb què el rei es va incensar i hauria tingut Yen Shih [Yan Shi] executat en el lloc no l'havia tingut, en miedo mortal, va prendre instantàniament el robot per deixar-li veure el que realment era. I, de fet, va resultar ser només una construcció de cuir, fusta, cola i laca, de diversos colors blanc, negre, vermell i blau. Examinant-ho de prop, el rei va trobar tots els òrgans interns: fetge, gall, cor, pulmons, melsa, ronyons, estómac i intestins; i sobre aquests de nou, els músculs, els ossos i les extremitats amb les seves articulacions, la pell, les dents i els cabells, tots artificials ... El rei va provar l'efecte de llevar el cor i va trobar que la boca ja no podia parlar; va treure el fetge i els ulls ja no podien veure; va treure els ronyons i les cames van perdre el seu poder de locomoció. El rei estava encantat. | » |
| — Yan Shi, | |   |

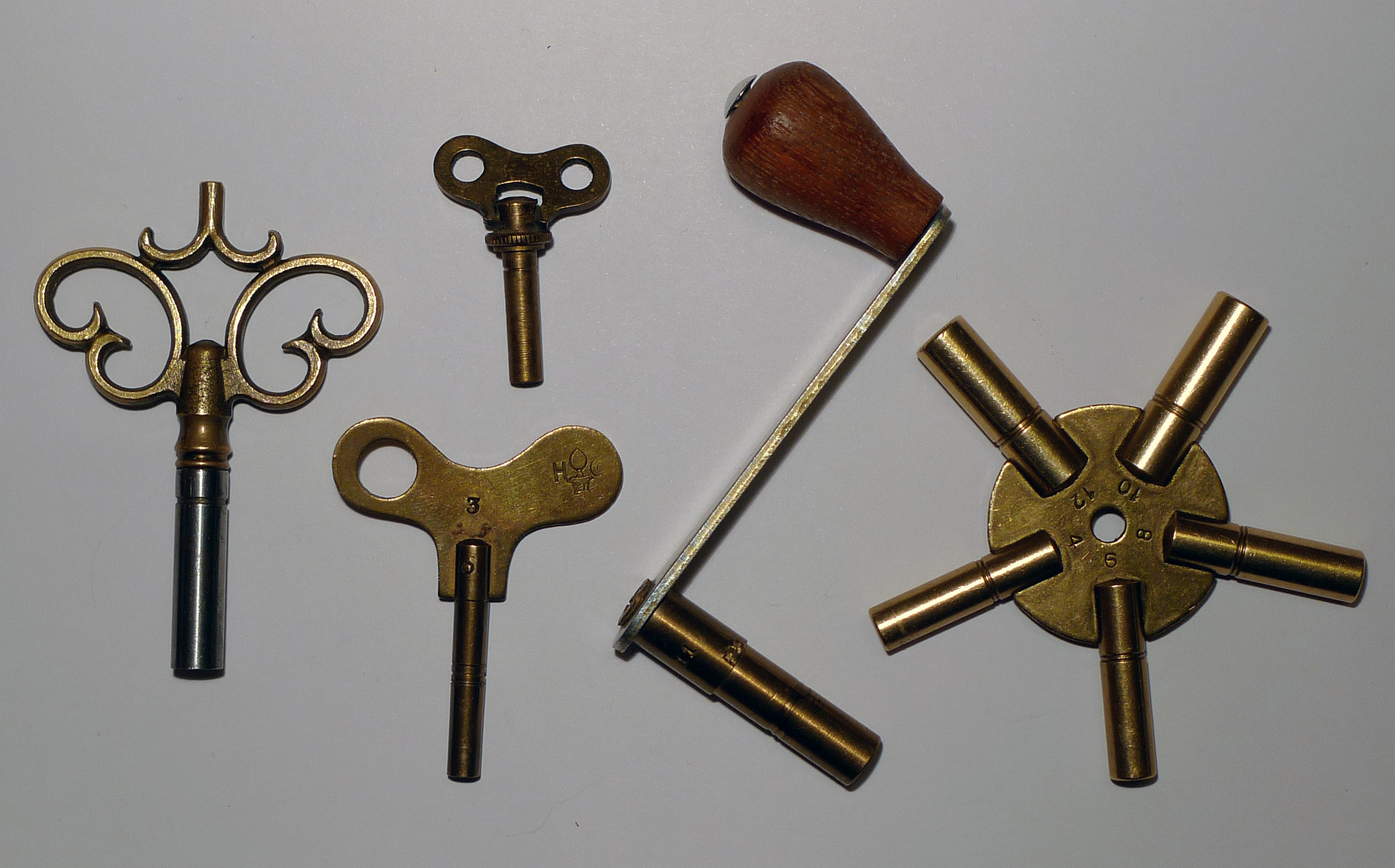
Claus de diferents mides per donar corda als rellotges

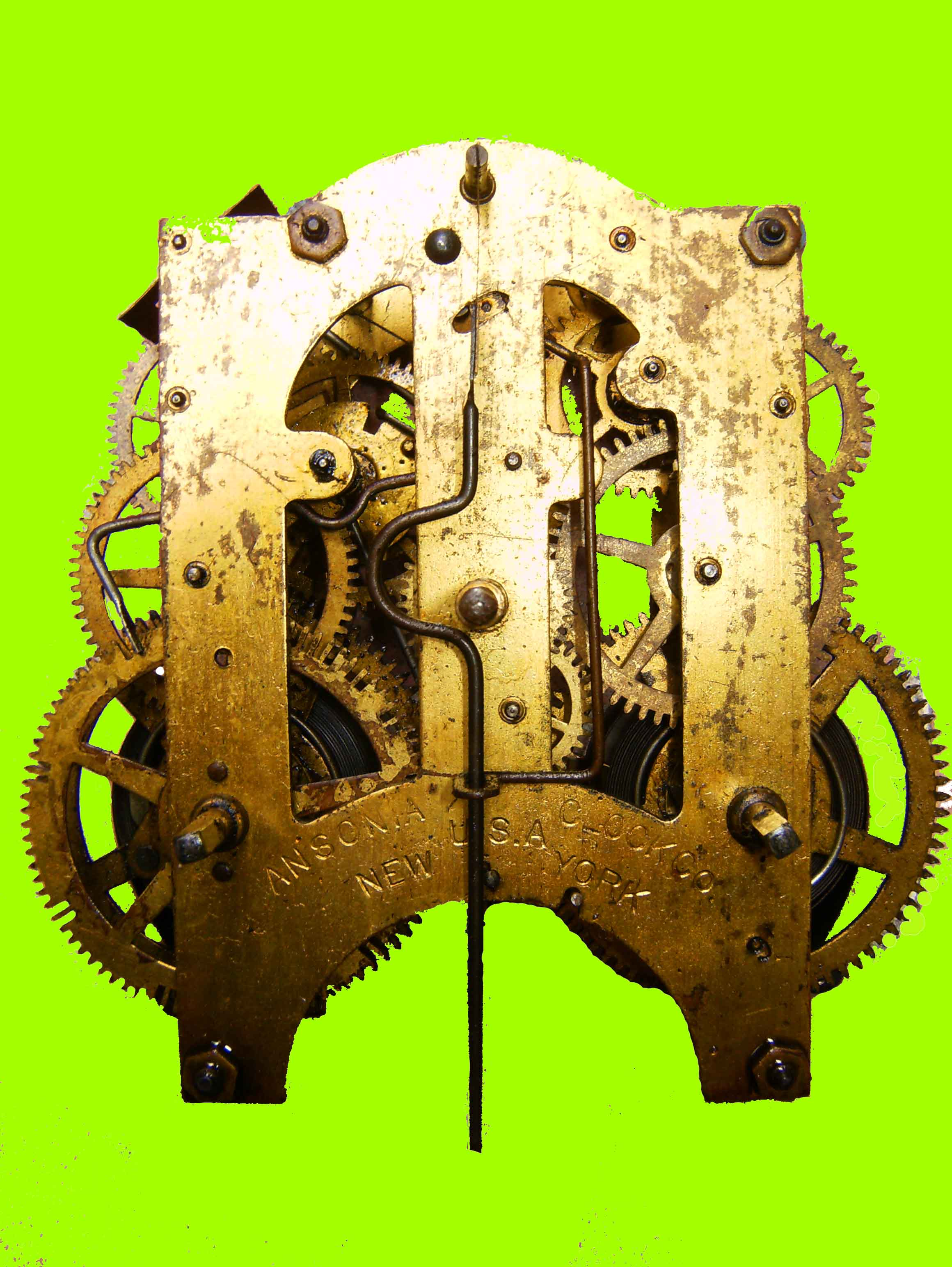
Mecanisme d'un Rellotge de paret, Ansonia Co. 1904

Altres exemples destacables són la coloma d'Archytas, mencionada per Aulus Gellius. Els comptes xinesos similars de l'autòmat volador són escrits del segle V a. C. pel filòsof Moïsta Mozi i el seu contemporani Lu Ban, que va fabricar aus artificials de fusta (ma yuan) que van volar amb èxit, segons Han Fei Zi i altres textos.
Al segle xi, el rellotge es va utilitzar tant per als rellotges com per fer un seguiment dels esdeveniments astronòmics a Europa. Els rellotges no van mantenir el temps de forma precisa amb els estàndards moderns, però els dispositius astronòmics es van utilitzar acuradament per predir les posicions dels planetes i altres moviments. La mateixa línia de temps sembla aplicar-se a Europa, on es van utilitzar escapors mecànics als rellotges per aquell moment.
Fins al segle xv, el rellotge va ser impulsat per l'aigua, els pesos o una altra rotonda, mitjans relativament primitius, però el 1430 es va presentar un rellotge a Felip el Bo, duc de Borgonya, que va ser impulsat per una font. Això es va convertir en una tecnologia estàndard, juntament amb els moviments impulsats pel pes. A mitjans del segle xvi, Christiaan Huygens va fer una idea de Galileo Galilei i la va desenvolupar en el primer mecanisme de pèndols modern. No obstant això, mentre que la molla o el pes proporcionaven la potència motriu, el pèndol només controlava la velocitat d'alliberament d'aquesta potència mitjançant un mecanisme d'escapament (escapament) a un ritme regulat.
La Smithsonian Institution té en la seva col·lecció un monjo mecànic, del voltant de 15" (38 cm) d'alçada, possiblement data del 1560. Se li dona corda mitjançant una clau, i el monjo camina pel camí d'una plaça, colpejant el pit amb la seu braç dret, mentre aixeca i baixa una petita creu de fusta i un rosari a la mà esquerra, girant i assentint el cap, girant els ulls i fent gestos en silenci. De tant en tant, porta la creu als llavis i la besa. Es creu que el monjo va ser fabricat per Juanelo Turriano, mecànic rellotger de Charles V.

## Descripció
De vegades, l'energia per a un dispositiu s'emmagatzema dins seu, a través d'un mecanisme de donar corda que aplica un parell mecànic a un mecanisme d'emmagatzematge d'energia, com ara una molla, que comporta una forma d'escapament; en alguns casos, la corda es pot donar a mà. L'ús de rodes és prou típic, ja sigui enllaçades per fricció o mitjançant engranatges, per a redireccionar el moviment o guanyar velocitat; alguns tipus de mecanismes han estat construïts principalment per servir de demo de l'aplicació de la força d'enginys mecànics. De vegades, els rellotges i els mecanismes de rellotgeria s'utilitzen per activar explosius, temporitzadors, alarmes i molts altres dispositius.

## Exemples
Els exemples més comuns de mecanismes de rellotgeria inclouen:
- Joguines de corda - sovint amb un simple motor de corda o per a emular autòmats; poden ser amb una clau de donar corda, o un simple motor de retracció.
- La majoria dels obturadors de diafragma utilitzen un mecanisme de rellotgeria que no és gaire diferent del d'un rellotge de polsera a l'hora de l'obertura i el tancament de les fulles del diafragma.
- Mecanismes per fer girar la lent dels fars abans de l'arribada dels motors elèctrics.
- Les calculadores mecàniques, utilitzades abans de les computadores electròniques, i que es van desenvolupar al voltant de la Segona Guerra Mundial. Entre les més complexes hi havia les màquines analítiques i diferencials de Babbage, que eren versions mecàniques d'un computador.
- Models astronòmics, com els planetaris mecànics, amb una història que abasta centenars d'anys.
- Caixes de música, molt populars durant el segle xix i principis del xx.
- Gairebé tots els fonògrafs construïts abans de la dècada de 1930.
- Equips elèctrics portàtils, com ara llanternes de manovella o una ràdio de manovella, on una font d'emmagatzematge d'energia que ocupa gran part de la mida i el pes del dispositiu i es carrega fent girar un generador elèctric molt petit; Aquests equips són molt populars, quan les piles i el corrent elèctric (corrent de casa) són escassos.